# Relations entre le Brésil et les États-Unis

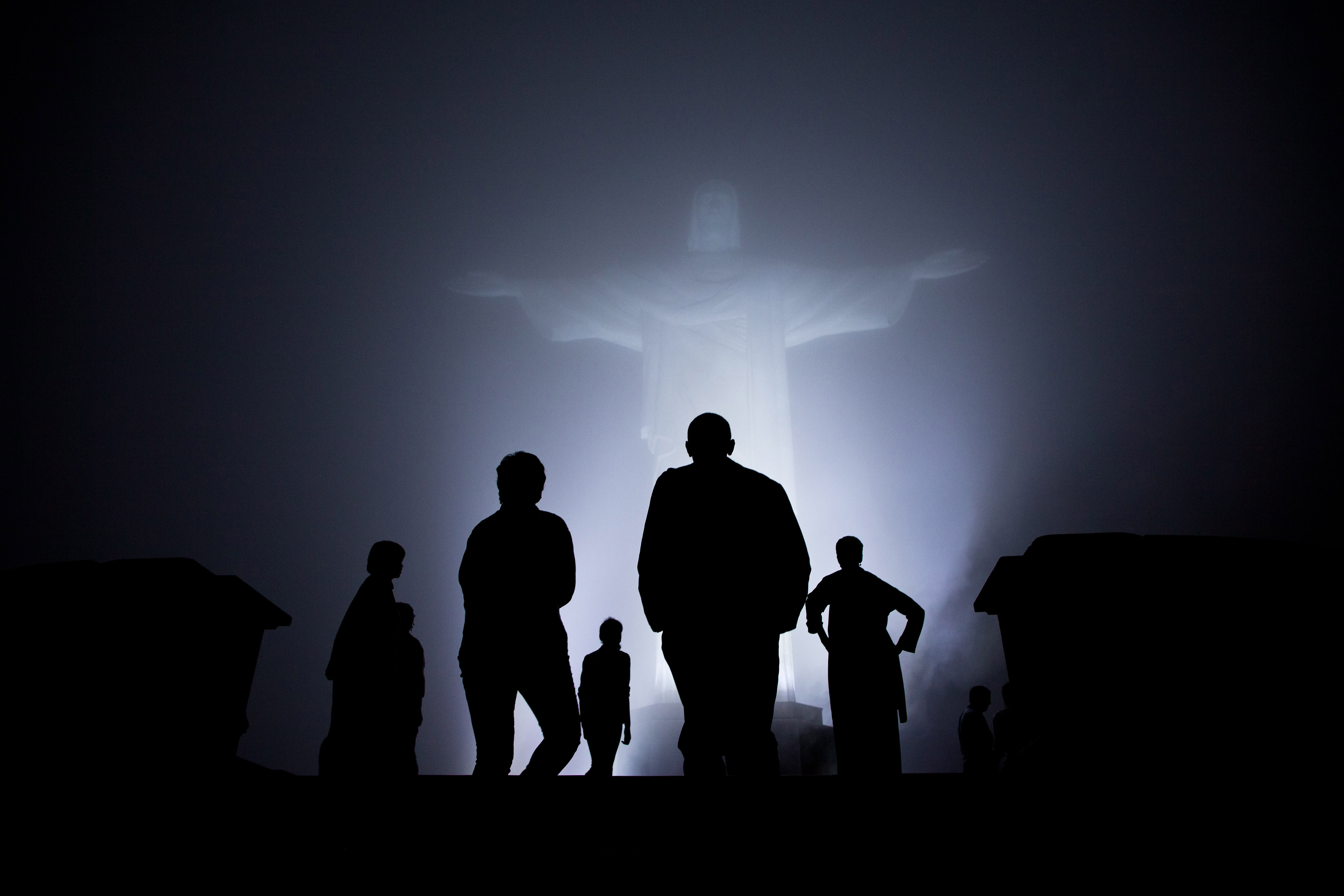
La famille Obama à la Statue du Christ Rédempteur à Rio de Janeiro, une photo de Pete Souza. Barack Obama étant alors président, cette visite avait lieu dans un cadre officiel de relations entre le Brésil et les États-Unis. Mars 2011.

Les relations entre le Brésil et les États-Unis sont relativement anciennes, les États-Unis étant le premier pays à reconnaître l'indépendance du Brésil et ce dernier étant le seul pays sud-américain à envoyer des troupes aider les Alliés durant la Première Guerre mondiale.

## Histoire
En 1964, l'ambassadeur américain Lincoln Gordon joue un rôle majeur dans le soutien à l'opposition au gouvernement de João Goulart et pendant le coup d'État. Le 27 mars 1964, il écrit un câble secret au gouvernement américain, lui demandant soutenir le coup d'État avec une « livraison clandestine d'armes » et des livraisons de gaz et de pétrole, éventuellement complétées par des opérations secrètes de la CIA.

## Actualité
La présidente Dilma Rousseff annule sa visite aux États-Unis prévue en octobre 2013 après la publication de documents relatifs à sa mise sur écoute par la NSA.
En 2019, John Bolton, le conseiller à la sécurité nationale des États-Unis, se déplace à Brasília afin d'y saluer un « partenaire sur la même longueur d’onde que nous » en la personne du président Jair Bolsonaro.
Les relations entre les deux pays se renforcent sous les présidences de Donald Trump et de Jair Bolsonaro : vente du constructeur aéronautique Embraer, créé par l’armée brésilienne, à Boeing, promotion du Brésil au rang d’ « allié privilégié » en dehors de l’Otan en mars 2019, ou encore feu vert donné par Brasilia à l’utilisation, par Washington, de la base de lancement spatial d’Alcântara. Le ministre brésilien des Affaires étrangères, Ernesto Araújo, propose même aux États-Unis l’installation d’une base militaire en territoire brésilien.
Donald Trump et Jair Bolsonaro signent en mars 2020 au siège du US Southern Command (la flotte nord-américaine pour l'Amérique latine), un accord militaire bilatéral d'envergure. Donald Trump salue à cette occasion « l'alliance stratégique » entre les deux pays et leur stratégie commune contre le Venezuela.
En juillet 2025, Donald Trump signe un décret, qui impose 40 points de pourcentage de droits de douane supplémentaires sur les produits brésiliens, moyennant une surtaxe, à 50 %.

## Crise diplomatique de 2025
En juillet 2025, le président des États-Unis Donald Trump annonce une hausse exceptionnelle des tarifs douaniers sur plusieurs produits brésiliens, portant les droits à 50 % sur des exportations clés telles que le café, la viande bovine, l’acier ou le jus d’orange. Seuls certains produits stratégiques, comme les avions Embraer, les engrais et le silicium, sont exemptés. L’administration américaine justifie ces mesures par des préoccupations de « sécurité nationale », bien que plusieurs observateurs y voient une réaction politique aux procédures judiciaires engagées contre l’ex-président Jair Bolsonaro, allié proche de Trump.
Le gouvernement brésilien, dirigé par Luiz Inácio Lula da Silva, dénonce une mesure « hostile » et « unilatérale », et saisit l’OMC. En réponse, le Congrès national adopte la loi n° 15.122/2025 sur la réciprocité commerciale, permettant au Brésil de riposter à ce type de sanctions économiques.
Le 30 juillet 2025, les États-Unis annoncent également des sanctions ciblées contre le juge de la Cour suprême brésilienne Alexandre de Moraes, en vertu de la Global Magnitsky Act, l’accusant de « graves violations des droits humains », incluant la détention arbitraire de manifestants pro-Bolsonaro et des atteintes à la liberté d’expression.
Les sanctions consistent en :
- le gel de ses avoirs aux États-Unis ;
- l’interdiction de toute transaction avec des entités ou personnes américaines ;
- une interdiction d’entrée sur le territoire américain.

Le secrétaire d’État Marco Rubio déclare que ces mesures visent à « envoyer un message clair à ceux qui abusent du pouvoir judiciaire pour opprimer des opposants politiques ».
Le gouvernement brésilien qualifie l’initiative d’« ingérence étrangère inacceptable » et convoque l’ambassadeur américain à Brasília. Plusieurs figures politiques brésiliennes, dont la présidente du Parti des travailleurs, Gleisi Hoffmann, expriment leur solidarité envers le magistrat.
Des experts en droit international soulignent que l'application de la loi Magnitsky à un juge d’un pays démocratique est inédite et pourrait établir un précédent diplomatique controversé.